# Medaglie e croci di Fiume
Le medaglie e croci di Fiume sono delle onorificenze distribuite a commemorazione delle vicende fiumane a coloro che avevano sostenuto, in particolar modo da un punto di vista economico, e combattuto per tale causa. Per far fronte al costo che comportava la realizzazione delle onorificenze in oro, un numero significativo di esse sono state coniate in argento dorato.

## Elenco onorificenze
-  Stella d'oro di Fiume in oro (1919-1920)
-  Stella d'oro di Fiume in argento dorato (1919-1920)
-  Medaglia commemorativa d'oro della Marcia di Ronchi (1919-1920)
-  Medaglia commemorativa di bronzo della Marcia di Ronchi
-  Croce di Fiume Olocausta agli ufficiali dei reparti d'assalto (1919)
-  Medaglia commemorativa delle Truppe Brigata Sesia (1919)
-  Medaglia commemorativa dell'Artiglieria di Fiume "Gabriele D'Annunzio" (1920)
-  Medaglia commemorativa del Battaglione "Giovanni Randaccio" (1919-1920)
-  Medaglia commemorativa della Legione del Carnaro (1919-1920)
-  Medaglia commemorativa del Reggimento bersaglieri di Fiume d'Italia (1920)
-  Medaglia commemorativa del XII Reparto d'assalto "Irriducibile" (1919-1920)
-  Medaglia commemorativa della Legione Carabinieri Reali "Rocco Vadalà" (1919-1920)
-  Croce commemorativa per i Volontari fiumani in Dalmazia (1920)
-  Medaglia commemorativa "A Gabriele D'Annunzio i Legionari dalmati indefettibilmente" (1920)
-  Medaglia commemorativa d'oro "Fiume e Vita (Eja Eja (Eja) Alalà)" (1920)
-  Medaglia commemorativa d'argento e di bronzo argentato "Fiume e Vita (Eja Eja (Eja) Alalà)" (1920)
-  Medaglia commemorativa di bronzo "Fiume e Vita (Eja Eja (Eja) Alalà)" (1920)
-  Medaglia commemorativa ai Granatieri di Sardegna "Fiume riconoscente" (1919)